# Georg Ernst Tatter (Gärtner)
Georg Ernst Tatter (* 8. April 1689 in Meiningen; † 13. Dezember 1755 in Herrenhausen bei Hannover) war ein deutscher Hofgärtner.

## Leben
Georg Ernst Tatter war ein Mitglied der seit der ersten Hälfte des 17. Jahrhunderts anfangs im sächsisch-thüringischen Raum bekannten Gartenmeister- und Hofgärtnerfamilie Tatter. Er gilt als Stammvater der hannoverschen Familie. Von seinen fünf Kindern wurden zwei ebenfalls Gärtner in Herrenhausen. Sein gleichnamiger Enkel Georg Ernst Tatter (1757–1805) wurde hannoverscher Legationsrat und Diplomat.
Georg Ernst Tatter wechselte im Jahr 1734 als Orangeriegärtner nach Herrenhausen und brachte zudem eine bedeutende Sammlung eigener Orangeriepflanzen und Exoten mit. In Herrenhausen führte er zudem die Zucht von Ananas ein.
1744 unternahm Tatter gemeinsam mit dem Gartenkünstler Matthias Charbonnier und dem Diplomaten und Gartenarchitekten Friedrich Karl von Hardenberg eine Studienreise nach England.

## Schriften
Tatters Autobiographie findet sich heute in der Sammlung der Gottfried Wilhelm Leibniz Bibliothek – Niedersächsische Landesbibliothek;
- und elektronisch durch Heike Palm (Transkription): Georg Ernst Tatters autobiographische Aufzeichnungen. Eingebundene Handschrift (ehemals durch Siegel verschlossen), in Tatters Exemplar von Johann Christoph Volkamer: ‚Nürnbergische Hesperides, Nürnberg 1708–1714‘; Gottfried Wilhelm Leibniz Bibliothek/Niedersächsische Landesbibliothek Hannover, KGBH 682. Online als PDF-Dokument